# Językoznawstwo korpusowe
Językoznawstwo korpusowe (ang. corpus linguistics) – gałąź językoznawstwa, która zajmuje się badaniem języka na podstawie korpusów tj. obszernych, uporządkowanych zbiorów tekstów pisanych lub mówionych, reprezentatywnych dla określonych odmian języka. 
Przedmiotem badań językoznawstwa korpusowego jest analiza rzeczywistego użycia języka w naturalnym kontekście, a nie opieranie się wyłącznie na introspekcji czy teoriach. Dzięki wykorzystaniu narzędzi komputerowych językoznawstwo korpusowe umożliwia precyzyjne badania nad częstotliwością, kolokacjami, strukturą gramatyczną czy zmianami językowymi. Podejście to ma zastosowanie zarówno w badaniach teoretycznych, jak i praktycznych, np. w leksykografii, nauczaniu języka, tłumaczeniach czy przetwarzaniu języka naturalnego.